# Ульба перевалочна
Ульба́ перева́лочна (каз. Үлбі перевалочная) — станційне селище у складі Глибоківського району Східноказахстанської області Казахстану. Входить до складу Тарханського сільського округу.
Населення — 43 особи (2021; 68 у 2009, 61 у 1999, 59 у 1989).
Національний склад станом на 1989 рік:
- росіяни — 100 %

Станом на 1989 рік селище мало статус села.